# Les Docteurs
 (novembre 2010).
 (juin 2014).
Les Docteurs est une émission de télévision où des médecins discutent de divers sujets à caractère médical et d'intérêt public. Le concept est le même que celui de l'émission The Doctors diffusée aux États-Unis. L'émission a été diffusée à Radio-Canada de septembre 2010 à avril 2013.